# Napoleão Carlos Bonaparte
Napoleão Carlos Bonaparte (francês: Napoleon Charles Bonaparte) (10 de Outubro de 1802-5 de Maio de 1807) era o filho mais velho de Luís Bonaparte e Hortênsia de Beauharnais. O seu pai era o irmão mais novo do Imperador Napoleão I e a sua mãe era filha de Josefina de Beauharnais, a primeira esposa de Napoleão. Na altura do seu nascimento, o seu tio era Primeiro Cônsul da França e não tinha filhos. Napoleão Carlos era o seu sobrinho mais velho e visto como um herdeiro potencial, mas este morreu antes do seu quinto aniversário no dia 5 de Maio de 1807, devido a  Laringotraqueobronquite.
Napoleão Carlos tinha dois irmãos, e o mais novo, Luís Napoleão, subiu ao trono como Napoleão III em 1852.